# Адлер, Эллисон
Э́ллисон Бет А́длер (англ. Allison Beth Adler); также известная как Э́ли А́длер (англ. Ali Adler 30 мая 1967, Калифорния, США) — американский сценарист и кинопродюсер.

## Биография
Эллисон Бет Адлер родилась 30 мая 1967 года в штате Калифорния, США.
Эллисон начала свою карьеру в 1991 году в качестве сценариста нескольких эпизодов молодёжной драмы «Беверли-Хиллз, 90210». Всего Адлер написала сценарий и спродюсировала более 10 фильмов и телесериалов. Она работала над такими проектами как «Гриффины», «Журнал мод», «Женщина-президент», «Чак», «Необыкновенная семейка», «Хор». Соавтор идеи ситкома «Новая норма» в паре с Райаном Мёрфи.
Эллисон — открытая лесбиянка. В 2002—2011 года она состояла в фактическом браке с актрисой Сарой Гилберт (род.1975). У бывшей пары есть двое детей — сын Леви Хэнк Гилберт-Адлер (род. в октябре 2004, рождён Адлер) и дочь Сойер Джейн Гилберт-Адлер (род.02.08.2007, рождена Гилберт).